# Munir Mohand Mohamedi
Munir Mohand Mohamedi (Melilla, Espanya, 10 de maig de 1989) és un futbolista hispanomarroquí que juga com a porter a l'Al-Wahda FC La Meca de la Lliga saudita de futbol. Va guanyar el Trofeu Zamora de Segona divisió espanyola de futbol de la temporada 2019-20 amb el Màlaga CF.

## Trajectòria
Debuta com a professional la temporada 2008-09 a l'AD Ceuta. Després d'una temporada, s'incorpora a la UD Almería per jugar a l'equip filial. De nou solament estigué una temporada, passant aquesta vegada a la UD Melilla, on hi jugà fins al 2014 que passa a jugar pel CD Numancia.
L'any 2018 participa amb la selecció de futbol del Marroc a la Copa del Món, disputada a Rússia, com a porter titular, sense passar de la fase de grups. Finalitzada la Copa del Món Munir fitxa lliure pel Málaga CF, on milità dos campanyes, aconseguint a la temporada 2019-20 el Trofeu Zamora de Segona divisió espanyola de futbol després de solament rebre 29 gols en 39 partits.
L'any 2020 firma pel Hatayspor de la Superlliga de Turquia, on juga fins al juny de 2022, quan marxa a l'Al-Wahda FC La Meca saudí.

## Palmarès
- 1 Trofeu Zamora de Segona divisió: 2019-20